# Championnat d'Écosse de football 1976-1977
Navigation
Édition précédente Édition suivante
La 80e édition du championnat d'Écosse de football est remportée par le Celtic Football Club. C’est le 31e titre de champion du club de Glasgow. Le Celtic  l’emporte avec 9 points d’avance sur le Rangers FC. Aberdeen Football Club complète le podium.
Le système de promotion/relégation reste en place : descente et montée automatique, sans matchs de barrage pour les deux derniers de première division et les deux premiers de deuxième division. Heart of Midlothian et Kilmarnock FC descendent en deuxième division. Ils sont remplacés pour la saison 1977/78 par Clydebank FC et Saint Mirren.
Avec 21 buts marqués en 36 matchs,  Willie Pettigrew du Motherwell Football Club remporte pour la deuxième fois le classement des meilleurs buteurs du championnat.

## Les clubs de l'édition 1976-1977
| \| Aberdeen FC Glasgow · Celtic - Rangers-Partick Thistle FC Dundee United Édimbourg · Heart - Hibernian Ayr United Motherwell FC Kilmarnock FC \| Localisation des clubs engagés dans le championnat. |
| Aberdeen FC Glasgow · Celtic - Rangers-Partick Thistle FC Dundee United Édimbourg · Heart - Hibernian Ayr United Motherwell FC Kilmarnock FC                                                           |

| Club                              | Ville      |
| --------------------------------- | ---------- |
| Aberdeen Football Club            | Aberdeen   |
| Ayr United Football Club          | Ayr        |
| Celtic Football Club              | Glasgow    |
| Dundee United Football Club       | Dundee     |
| Heart of Midlothian Football Club | Édimbourg  |
| Hibernian Football Club           | Leith      |
| Kilmarnock Football Club          | Kilmarnock |
| Motherwell Football Club          | Motherwell |
| Partick Thistle Football Club     | Glasgow    |
| Rangers Football Club             | Glasgow    |

## Compétition

### Les moments forts de la saison
Au terme de la saison le club d’Édimbourg le Heart of Midlothian Football Club est relégué en deuxième division. C’est sa première relégation depuis la création du championnat.

### Classement
Le classement est établi sur le barème de points classique (victoire à 2 points, match nul à 1, défaite à 0).
| Rang | Équipe               | Pts | J  | G  | N  | P  | Bp | Bc | Diff |
| ---- | -------------------- | --- | -- | -- | -- | -- | -- | -- | ---- |
| 1    | Celtic FC C          | 55  | 36 | 23 | 9  | 4  | 79 | 39 | +40  |
| 2    | Rangers FC T         | 46  | 36 | 18 | 10 | 8  | 62 | 37 | +25  |
| 3    | Aberdeen FC          | 43  | 36 | 16 | 11 | 9  | 56 | 42 | +14  |
| 4    | Dundee United        | 41  | 36 | 16 | 9  | 11 | 54 | 45 | +9   |
| 5    | Partick Thistle FC P | 35  | 36 | 11 | 13 | 12 | 40 | 44 | -4   |
| 6    | Hibernian FC         | 34  | 36 | 8  | 18 | 10 | 34 | 35 | -1   |
| 7    | Motherwell FC        | 32  | 36 | 10 | 12 | 14 | 57 | 60 | -3   |
| 8    | Ayr United           | 30  | 36 | 11 | 8  | 17 | 44 | 68 | -24  |
| 9    | Heart of Midlothian  | 27  | 36 | 7  | 13 | 16 | 49 | 66 | -17  |
| 10   | Kilmarnock FC P      | 17  | 36 | 4  | 9  | 23 | 32 | 71 | -39  |

| Légende : Qualifications et relégations | Légende : Qualifications et relégations                                        |
| --------------------------------------- | ------------------------------------------------------------------------------ |
|                                         | Coupe d'Europe des Clubs champions 1976-1977                                   |
|                                         | Coupe d'Europe des vainqueurs de coupe 1977-1978                               |
|                                         | Coupe UEFA 1977-1978                                                           |
|                                         | Relégation en deuxième division                                                |
|                                         | T : Tenant du titre C : Vainqueurs de la Coupe d'Écosse de football P : Promus |

## Bilan de la saison
| Tableau d'Honneur                |           |
| Compétition                      | Vainqueur |
| Championnat d'Écosse de football | Celtic FC |
| Coupe d'Écosse de football       | Celtic FC |

| Promotions et relégations |                                   |
| Promus                    | Saint Mirren Clydebank FC         |
| Relégués                  | Heart of Midlothian Kilmarnock FC |

## Statistiques

### Meilleur buteur
- Willie Pettigrew, Motherwell Football Club 21 buts